# Stripes
Stripes — открытый веб-фреймворк основанный на паттерне MVC. Целью проекта является создание более легковесного фреймворка, нежели Struts, с использованием таких технологий Java как аннотации и средства настраиваемой типизации (Java Generics), которые были введены в версии Java 1.5 для реализации принципа «convention over configuration». Основной акцент делается на том, что простые соглашения, используемые в данном фреймворке, уменьшают избыточность в настройке. Фактически это означает то, что приложения, созданные с использованием фреймворка Stripes, нуждаются всего лишь в настройке в большинстве случаев, что позволяет снизить накладные расходы связанные с разработкой и поддержкой программного продукта.

## Пример
Для создания программы Hello World на Stripes необходимо всего два файла:
HelloAction.java
```
import
 
net.sourceforge.stripes.action.ActionBean
;

import
 
net.sourceforge.stripes.action.ActionBeanContext
;

import
 
net.sourceforge.stripes.action.DefaultHandler
;

import
 
net.sourceforge.stripes.action.ForwardResolution
;

import
 
net.sourceforge.stripes.action.Resolution
;

import
 
net.sourceforge.stripes.action.UrlBinding
;

@UrlBinding
(
"/hello-{name=}.html"
)

public
 
class
 
HelloAction
 
implements
 
ActionBean
 
{

    
private
 
ActionBeanContext
 
context
;

    
private
 
String
 
name
;

    
public
 
ActionBeanContext
 
getContext
()
 
{

        
return
 
context
;

    
}

    
public
 
void
 
setContext
(
ActionBeanContext
 
context
)
 
{

        
this
.
context
 
=
 
context
;

    
}

    
public
 
void
 
setName
(
String
 
name
)
 
{

        
this
.
name
 
=
 
name
;

    
}

    
public
 
String
 
getName
()
 
{

        
return
 
name
;

    
}

    
@DefaultHandler

    
public
 
Resolution
 
view
()
 
{

        
return
 
new
 
ForwardResolution
(
“
/
WEB
-
INF
/
HelloWorld
.
jsp
”
);

    
}

}

```

HelloWorld.jsp
```
<html><body>

    
Hello
 
${actionBean.name}
<br/>

    
<br/>

    
<s:link
 
beanclass=
"HelloAction"
><s:param
 
name=
"name"
 
value=
"John"
/>
Try
 
again
</s:link><br>

</body></html>

```

Как видно из примера, для создания приложения нет никакой необходимости в использовании конфигурационных файлов.